# Scopula aequidistans
Scopula aequidistans är en fjärilsart som beskrevs av W. Warren 1896. Scopula aequidistans ingår i släktet Scopula och familjen mätare. Inga underarter finns listade.